# Alfonso Menéndez
Alfonso Menéndez Balsa (La Habana, 26 de mayo de 1951) es un director y guionista teatral cubano. 
Residente en La Habana, actualmente es el Director del Anfiteatro del Casco Histórico de La Habana Vieja, perteneciente a la Oficina del Historiador de la Ciudad. Adicionalmente a su trabajo como director y guionista, en sus espectáculos normalmente diseña también los efectos luminotécnicos y colabora con las coreografías.
Ha colaborado con el Ballet, la Orquesta y el Coro de la Televisión Cubana. Ha trabajado igualmente en el Auditorio Nacional de México, D.F., y en otras salas de ese país.

## Premios
- 1982 Concurso Nacional de Guiones
- 1988 Mejor Dirección Escénica por su versión de La Casa de Bernarda Alba.

## Currículo artístico

### 1982
Obtiene Primer Premio en el Concurso Nacional de Guiones para Espectáculos Musicales auspiciado por el Ministerio de Cultura, con la obra De que gusta, gusta; lo que hay es que probar.  

### 1984
De que gusta, gusta / Teatro Mella / 03-10-84 (8 funciones) (debut profesional)
Rosita Fornés, Ramón Calzadilla, Ángel Toraño, Martha Cardona, Linda Mirabal, Benig Rumayor, Felo Suárez, Orquesta, Coro y Ballet de la Televisión Cubana. Dirección musical: Mario Romeu. Dirección coral: Octavio Marín. Coreografías: Mayra Varona (14 funciones).

### 1985
Inaugura las Tertulias del Teatro Mella / Teatro Mella / 16-01-85
Entre el 16 de enero y el 30 de octubre realiza 39 tertulias con frecuencia semanal (miércoles). Asistieron las siguientes personalidades de la cultura cubana: Rosita Fornés, Miriam Ramos, Gladys y Antonio, Eduardo Robreño, Escuela Nacional de Ballet, Esther Borja, Alina Sánchez, Eloísa Álvarez Guedes, Ela Calvo, Hilda Rabilero, Soledad Cruz, Víctor Cuéllar, Edwin Fernández, Grupo Moncada, Merceditas Valdés, Amaury Pérez, Margot de Armas, Neysa Ramón, Isidro Rolando, Sergio Vitier, Alberto Alonso, Sonia Calero, Luis Carbonell, Martha del Río, Linda Mirabal, José Antonio Pola, Ramón Calzadilla, María Eugenia Barrios, Ángel Menéndez, Pedrito Fernández, Carlos Ruiz de la Tejera, Cuarteto Génesis, Ramoncito Veloz, Rosa María Medel, Annia Linares, Frank Domínguez, Martha Valdés, Argelia Fragoso, Susana Pérez, Farah María, Asennhe Rodríguez, Alden Night, Cuarteto Yo, Tú, É y Ella, Rita Longa, Raquel Revuelta, Marusha, Pedro Cañas, Josefina Méndez, Daysi Granados, Lourdes Torres y Los Modernistas, María Elena Pena, Loipa Araújo, Barbarito Diez, Reinaldo Miravalles, Julio Alberto Casanova, Mirtha Medina, Eva Rodríguez, María de los Ángeles Santana, Enrique Arredondo, Aurora Bosch, Sara González, Manuel Cofiño, Nicolás Dorr, Margarita Díaz, Colectivo del programa radial Alegrías de Sobremesa, Consuelo Vidal, Rebeca Martínez, Orlando Quiroga, Lázaro Carreño, Huberal Herrera, Alicia Alonso, Frank Fernández, Elena Burke, Elena Huerta, Adolfo Llauradó, Omara Portuondo, Grupo Mayohuacán, María Álvarez Ríos, Pedro Luis Ferrer, Frank Emilio Flynn, Mirtha Pla, Donato Poveda, Anabell López, Celina González, Alfredito Rodríguez, Lucy Provedo, Alberto Pujol, Osvaldo Rodríguez y su grupo.

### 1986
Gala por el primer aniversario de las Tertulias del Mella / Teatro Mella / 01-01-86
Rosita Fornés, Elena Burke, Ramón Calzadilla, Linda Mirabal, Sergio Vitier, Luis Carbonell, Alina Sánchez, Mirtha Medina, Germán Pinelli, María de los Ángeles Santana, Guillermo Tuzzio. 
Inaugura los Jubileos del Museo de la Música, con frecuencia semanal (miércoles)
A este espacio asisten como invitados, durante el año que se mantuvo el programa: María de los Ángeles Santana, Enrique Arredondo, Marusha, Pedro Cañas, Aurora Bosch, Frank Fernández, Asenhné Rodríguez, Omara Portuondo, Eva Rodríguez, Sara González, Rosita Fornés, Nicolás Dorr, Margarita Balboa, Consuelito Vidal, Reinaldo Miravalles, Argelia Fragoso, Luis Carbonell, Rebeca Martínez, Alina Sánchez, Orlando Quiroga, Sonia Calero, Ramón Calzadilla, Esther Borja, Lázaro Carreño, Ana Menéndez, Gladys Puig, Annia Linares, Huberal Herrera, Ángel Menéndez, Colectivo de la puesta en escena de El barbero de Sevilla, de la Ópera Nacional de Cuba.

### 1987
La Prima Ballerina Assoluta Alicia Alonso le pide ocupar la plaza de Vicedirector Artístico del Gran Teatro de La Habana. Como objetivo fundamental debía programar, dirigir y coordinar actividades culturales de diversos perfiles en 7 salas de esa institución, las cuales inaugura: 
Sala Alejo Carpentier (500 personas)
Espectáculos de corte diverso. Abre sus puertas a los mejores intérpretes de la música popular, el teatro y las jóvenes figuras del Ballet Nacional de Cuba.
Sala de conferencias José Lezama Lima (40 personas)
Charlas, conferencias, mesas redondas, paneles y debates sobre temas literarios, musicales, históricos y danzarios, entre otros.
Sala Ernesto Lecuona (120 personas)
Música de cámara, recitales líricos y programas enmarcados dentro de la música de concierto.
Sala Bola de Nieve (90 personas)
Actividades infantiles, juveniles y conciertos de piano
Café  El Louvre (130 personas)
Reúne a intelectuales y artistas y ofrece momentos musicales con figuras de la vieja y la nueva trova.
Salón de exposiciones 
Muestras sobre los más variados temas de la p’plástica (asere, tú eres gago hasta escribiendo) contemporánea, y otras actividades culturales. 
Patio colonial (80 personas)
Bar y cafetería que acogen tertulias y actividades musicales. 
Aunque Alicia Alonso tenía intereses específicos en cuanto al tipo de actividad por desarrollar en cada sala, logró introducir nuevos enfoques que llegaron a establecerse en la programación habitual de los salones mencionados. También, estimando que algunas áreas se encontraban subutilizadas, las incorporó al plan de actividades. Entre estas, y creadas por él, están: Teatro para Dos (Sala Bola de Nieve), Retretas del Gran Teatro (Portales del García Lorca), Momentos Musicales (Café El Louvre), Jubileos (Patio Colonial y Salón de exposiciones).  
- Concierto de gala de Beatriz Márquez / Sala Carpentier, G. T. H. / 01-02-87

Beatriz Márquez, Ela Calvo, Rembert Egües. 
- Gala por el primer aniversario de Jubileos del Museo de la Música / Teatro Mella / 02-04-87

Frank Fernández, Luis Carbonell, Miriam Ramos, Sara González, Los Modernistas, Lucy Provedo, Rosita Fornés, solistas de la Ópera Nacional de Cuba, Huberal Herrera, Nelson Camacho, Esther Borja, Coro del Gran Teatro. Conducción: Eva Rodríguez y Consuelo Vidal.  
- Concierto de gala de Elena Burke / Sala Carpentier, G. T. H. / 14-02-87.

Invitados: Cuarteto Génesis, Frank Domínguez y Eva Rodríguez. 
- Concierto de gala de Ela Calvo / Sala Carpentier, G. T. H. / 22-02-87

Invitado: Cuarteto Los Modernistas. Conducción: Eva Rodríguez 
- Concierto Entre Dos / Sala Carpentier, G. T. H. / 27-02-87

Marucha y Pedro Cañas.
- Concierto de gala de Lourdes Torres y Los Modernista / Sala Carpentier, G. T. H. / 15-03-87

Invitados: Cuarteto Solaris y María Elena Pena. Conducción: Eva Rodríguez.
- Concierto de gala de María Elena Pena / Sala Carpentier, G. T. H. / 22-03-87

Invitados: Cuarteto Los Modernistas. Conducción: Eva Rodríguez.
- Concierto de gala de Farah María / Sala Carpentier, G. T. H. / 12-04-87

Acompaña: Orquesta Cubana de Música Moderna, dirigida por Osmundo Calzado. 
- Concierto de gala de Osvaldo Rodríguez y su grupo / Sala Carpentier, G. T. H. / 10-05-87
- Concierto de gala de Marusha / Sala Carpentier, G. T. H. / 17-05-87

Invitados: Pedro Cañas, Ballet del Teatro América. 
- Concierto de gala de Margarita Díaz / Sala Carpentier, G. T. H. / 24-05-87
- Concierto de Gala de Gladys González / Sala Carpentier, G. T. H. / 31-05-87

Ballet de la Televisión Cubana, Conjunto Artístico de las FAR, Ballet Nacional de Cuba, Marusha, Mirtha Medina, Luis Carbonell, Carlos Ruiz de la Tejera. Conducción: Eva Rodríguez y Gladys y Antonio. 
- María la O / C de la Villa de Madrid, España / 13-06-87 (*) (23 funciones)Alina Sánchez, Estudio Lírico de La Habana, Hilda Oates, Germán Pinelli, María de los Ángeles Santana, Linda Mirabal, Conjunto Folklórico Nacional, Orquesta y Coro del Gran Teatro de La Habana. Dirección musical: Norman Milanés.
- Ser artista (I) / Sala Avellaneda / 30-10-87 (9 funciones)www.youtube.com/watch?v=Rj-oJB6IApY

Rosita Fornés, Jorge Hernández, Rosa María Medel. Dirección musical: Mario Romeu. Coreografías: Sonia Calero y Mayra Varona. 
- Gala Noche Azul / Sala García Lorca, G. T. H. / 25-11-87 (2 funciones)

Rosita Fornés, Marusha, Ramón Calzadilla, Linda Mirabal, Nelson Camacho, Huberal Herrera, Frank Fernández, Solistas de la Ópera de Cuba, Ballet Nacional de Cuba, Banda Nacional de Conciertos. 

### 1988
-Gala por el aniversario 30 del debut de Aurora Bosch / Sala García Lorca, G. T. H. / (falta fecha)
Aurora Boch, Ballet Nacional de Cuba, con todas sus primeras bailarinas y todos los cuerpos de baile. 
-Rigoletto / Sala García Lorca, G. T. H. / 31-03-88 (8 funciones)
Alina Sánchez, Ramón Santana, María Lourdes García, Adolfo Casas, Ángel Menéndez, Edilio Hernández, Orquesta y Coros del Gran Teatro de La Habana.
-María la O / Teatro Teresa Carreño, Caracas, Venezuela / 26-05-88 (6 funciones)
Vladimir Villar, Alina Sánchez, Estudio Lírico de La Habana, Orquesta de cuerdas de la Sinfónica Nacional, María de los Ángeles Santana, Germán Pinelli, Cholito. 
-Gala por el aniversario 50 del debut escénico de Rosita Fornés / Sala García Lorca, G. T. H. / 26-08-88 (2 funciones)
Rosita Fornés, Miguel Navarro, Ramón Calzadilla, Coro del Gran Teatro de La Habana, Ballet Nacional de Cuba, Martha Cardona, Dinorah Argüelles, María Eugenia Barrios, Gladys Puig, Pedro Arias, Orquesta y Coro de la Televisión Cubana, Ballet de Olga Bustamante. Dirección musical: Mario Romeu. Dirección coral: Octavio Marín.
Se entregó el Gran Premio del Gran Teatro de La Habana (01-01-89) a Rosita Fornés por su actuación en esta gala, y el espectáculo fue asentado en el Libro de Honor del Gran Teatro junto a la puesta en escena del ballet Don Quijote del Ballet Nacional de Cuba.  

### 1989
Es nombrado Director Artístico del Teatro Nacional de Cuba, bajo la dirección de Ángela Grau y posteriormente de Pedro Rentería. 
-La Fornés a escena / Teatro de Bellas Artes, México DF. / 15-01-89 (12 funciones) 
Rosita Fornés, Ramón Calzadilla, Sonia Calero, Luis Carbonell, Mirtha Medina, María Eugenia Barrios, Dinorah Argüelles, Benig Rumayor, Venchi Siromajova, Aldo Lario, Humberto Lara, Edilio Hernández, Pedro Arias, Armando Yubero, Héctor Cervigón, Miguel Ángel Hernández, Alberto Alvarado, Sadot Lugones, Germán Pinelli, Ramón Fraga, María Victoria Gil, Jorge Hernández, Rosa María Medel, Rebeca Martínez, Ballet de la Televisión Cubana, Coro del Estudio Lírico de La Habana, Alina Sánchez, Gladys y Antonio.  
-La Fornés a escena / Teatro Terry, Cienfuegos / 07-04-89 (3 funciones)
Rosita Fornés, Martha Cardona, Dinorah Argüelles, Rebeca Martínez, Ramón Calzadilla, Benig Rumayor, Aldo Lario, Gladys Puig, Jorge Hernández, Cuerpo de baile del cabaret del hotel Jagua, Ramón Fraga, Pedro Arias.  
-Obtiene el Primer Premio a la Mejor Dirección Escénica en el Primer Concurso Nacional de Escenas Líricas de la UNEAC por su versión de La casa de Bernarda Alba, con Rosita Fornés, Lucy Provedo y el guitarrista concertista Jorge Maletá (23-06-89). 
-Despedida del género lírico de Rosita Fornés / Sala Avellaneda, Teatro Nacional / 19-08-89 / (2 funciones)
Rosita Fornés, Alina Sánchez, Sonia Calero, Ramón Calzadilla, Luis Carbonell, Edilio Hernández, Dinorah Argüelles, Rebeca Martínez, Jorge Hernández. Conducción: María Victoria Gil. 
-La Fornés a escena / Teatro Sauto, Matanzas / 26-08-89 (2 funciones)
Rosita Fornés, Martha Cardona, Dinorah Argüelles, Rebeca Martínez, Ramón Calzadilla, Benig Rumayor, Aldo Lario, Gladys Puig, Jorge Hernández, cuerpo de baile del cabaret del hotel Cáñamo, Ramón Fraga, Pedro Arias.  
-Gala por el aniversario 55 del debut escénico de Esther Borja / Sala Avellaneda, Teatro Nacional / 24-11-89 (3 funciones)
Orquesta, Coro y Ballet de la Televisión Cubana, Esther Borja, Mayra Luz Alemán, Pedro Arias, Dinorah Argüelles, Ramón Calzadilla, Elina Calvo, Raúl Camay, María Luisa Clark, Luis Carbonell, Adolfo Casas, Hilda del Castillo, Rosita Fornés, Huberal Herrera, Jorge Hernández, Lourdes Libertad, Linda Mirabal, Lourdes Torres y Los Modernistas, Rebeca Martínez, María Elena Pena, Gisell Pons, Náyade Proenza, Lucy Provedo, Gladys Puig, Miriam Ramos, Purita y Amado y Gladys y Antonio, Banda Nacional de Conciertos, Pura Ortiz, Juan Espinosa. Conducción: María Victoria Gil y Ramón Fraga. Dirección musical: Mario Romeu, José Ramón Urbay, Alfredo Pérez Pérez, Miguel Patterson y Guillermo Valverde.

### 1990
-Ser artista (II) / Sala Avellaneda, teatro Nacional / 23-02-90 (8 funciones)[www.youtube.com/watch?v=Rj-oJB6IApY]
Rosita Fornés, Jorge Hernández, Rosa María Medel. 
-Ser artista (II) / Sala Universal de las FAR / 02-03-90 (4 funciones)[www.youtube.com/watch?v=Rj-oJB6IApY]
Rosita Fornés, Jorge Hernández, Rosa María Medel. 
-Un rencuentro con México / Teatro de la Ciudad de México D.F. / 11-03-90 (16 funciones)
Rosita Fornés, Jorge Hernández, Rosa María Medel.
-Rigoletto / Teatro Bellas Artes, México D.F. / 16-05-90 (7 funciones)
Alina Sánchez, Ramón Santana, María Lourdes García, Adolfo Casas, Ángel Menéndez, Edilio Hernández, Orquesta Sinfónica Nacional de México, Coro del Teatro Bellas Artes.  
-Rigoletto / Teatro Degollados, Guadalajara, México / 16-05-90 (11 funciones)
Alina Sánchez, Ramón Santana, María Lourdes García, Adolfo Casas, Ángel Menéndez, Edilio Hernández, Orquesta Sinfónica Nacional de México, Coro del Teatro Bellas Artes.  
-Gala a Carilda Oliver Labra / Sala Avellaneda, Teatro Nacional / 02-09-90
Esther Borja, Luis Carbonell, Sonia Calero, Martha Valdés, Joaquín Clerch, Frank Domínguez, María Eugenia Barrios, Gina León, Ildefonso Acosta, Marusha, Jorge Hernández, Rebeca Martínez, Mayra de la Vega, Hilda del Castillo, Juan Espinosa, Isolina Carrillo, Fabio R. Hernández, Pedro Cañas, Roberto Hernández, Elena Huerta, Roberto Beltrán. Conducción: María Victoria Gil.  
-Gala por el Día de la Cultura Nacional / Sala Covarrubias, Teatro Nacional / 20-10-90
Quinteto de vientos de La Habana, Donato Poveda y su grupo, Coro Nacional, Lucy Provedo, Dúo Guitarras Cubanas, Dúo Confluencias, Oscar López.  

### 1991
-A petición de la dirección de Talento Artístico del Instituto Cubano de Radio y Televisión comienza a trabajar como director artístico del la Orquesta, el Coro y el Ballet de la Televisión Cubana.
-Gala Agustín Lara / Sala Avellaneda, Teatro Nacional / 11-01-91 (3 funciones)
Banda Nacional de Conciertos, Orquesta, Coro y Ballet de la Televisión Cubana, Elena Burke, Luis Carbonell, Adolfo Casas, Miguel Ángel Céspedes, Huberal Herrera, Gina León, Rebeca Martínez, María Elena Pena, Lucy Provedo, Alina Sánchez, Roberto Sánchez, Lourdes Torres y Los Modernistas, Gladys y Antonio, Purita y Amado. Conducción: María Victoria Gil. Dirección musical: José Ramón Urbay. Dirección coral: Octavio Marín. Coreografías: Gladys González. Para esta Gala viajan a Cuba: Yolanda Gasca, viuda de Agustín Lara, y la Presidencia de la Sociedad de Autores y Compositores Mexicanos. Pronuncian las palabras de apertura el Ministro de Cultura de Cuba, Armando Hart Dávalos, y el Excelentísimo Señor Mario Moya Palencia, embajador de México en Cuba. 
-Gala a la música de Lourdes Torres / Sala Avellaneda, Teatro Nacional / 02-03-91 (2 funciones)
Lourdes Torres, Vilma Valle, José Valladares, Elizabeth D’Gracia, Soledad Delgado, Cuarteto D’Cappo, Mundito González, Trío Guitarras Cubanas, Lourdes Libertad, Beraldo Alzola, María Antonieta, Jessie Riffá, Omara Portuondo, Annia Linares, Los Modernistas, Orquesta, Coro y Ballet de la Televisión Cubana. Coreografía: Francisco González. Dirección musical: Miguel Patterson y José Ramón Urbay. Dirección coral: Octavio Marín. Dirección para la televisión: Víctor Torres.  
-Gala a Roberto Cantoral / Sala Avellaneda / 19-04-91 (2 funciones)
Orquesta, Coro y Ballet de la Televisión Cubana, Gina León, Rebeca Martínez, Soledad Delgado, Adolfo Casas, Mundito González, Hilda del Castillo, Luis Carbonell, Omara Portuondo, Purita y Amado, Gladys y Antonio, Trío Los Corales, Trío Los Embajadores, Lourdes Torres y Los Modernistas, María Elena Pena, Dinorah Argüelles, Roberto Sánchez, Lourdes Libertad, María Antonieta, Huberal Herrera, María Victoria Gil.  
-Gala a México. Festival Boleros de Oro / Sala Avellaneda, Teatro Nacional / 29-06-91
El mismo elenco de las galas a Agustín Lara y Roberto Cantoral. 
-Gala a Lecuona / Sala Avellaneda / 19-07-91 (2 funciones)
Orquesta, Coro y Ballet de la Televisión Cubana, Luis Carbonell, María Victoria Gil, Rebeca Martínez, Huberal Herrera, Ramón Fraga, Purita y Amado, Luis Castellanos, Yakelín Castellanos, María Elena Pena, María de los Ángeles Santana, Alina Sánchez, Ángel Cárdenas, Sonia Calero, Mundito González. 
-Viva la opereta / Teatro América / 27-09-91 (3 funciones)
Dinorah Argüelles, Farah María, María Antonieta, Alina Sánchez, Orquesta, Coro y Ballet de la Televisión Cubana. Dirección musical: Mario Romeu y José Ramón Urbay. Dirección de coros: Octavio Marín. 
-Gala a Ernesto Lecuona / Teatro América / 04-10-91 (2 funciones)
María de los Ángeles Santana, Alina Sánchez, Rebeca Martínez, Luis Castellanos, María Victoria Gil, Mundito González, Luis Carbonell, Sonia Calero, Huberal Herrera, Purita y Amado, Gladys y Antonio, María Antonieta, Roberto Sánchez, Ángel Cárdenas, Dinorah Argüelles, Hilda del Castillo, Orquesta, Coro y Ballet de la Televisión Cubana. Dirección musical: José Ramón Urbay, Mario Romeu y Miguel Patterson. (El espectáculo se repitió en esta sala para ser grabado por la Televisión Cubana). 
-La Plaza y el Morro se van de rumba / Teatro América / 20-10-91 (3 funciones)
Elena Huerta, Merceditas Valdés, Roberto Blanco, Hilda Oates, María Esther Pérez, Rebeca Martínez, Luis Castellanos, Leonor Zayas, Marusha y Pedro Cañas, Eduardo Antonio, Aldo Rodríguez, Edwin Fernández, Zenia Marabal, María de los Ángeles Santana, Sonia Calero, Orquesta, Coro y Ballet de la Televisión Cubana. 
-Yo, la rumba / Sala Universal FAR / 03-11-91 (6 funciones)
Sonia Calero, Ballet del Conjunto Nacional de Espectáculos del teatro Karl Marx. 
-Yo, la rumba / Centro Cultural de la Villa de Madrid, España / 08-11-91 (26 funciones)
Sonia Calero y Ballet del Conjunto Nacional de Espectáculos del teatro Karl Marx. 

### 1992
-La Comisión Nacional de Evaluación le otorga el Primer Nivel en la categoría de Director de espectáculo musicales de teatro y cabaret (23-01-92).
-Gala por el aniversario 30 de la Orquesta de la Televisión Cubana / Teatro América / 31-01-92 (3 funciones)
Orquesta, Coro y Ballet de la Televisión Cubana, Rosita Fornés, Lourdes Torres, Celina González, Omara Portuondo, Rebeca Martínez, Roberto Sánchez, Luis Carbonell, Luis Castellanos, Raquel Zozaya, Adolfo Casas, Alina Sánchez, Elizabeth D’ Gracia, María Victoria Gil, Hugo Marcos, Pastor Felipe.  
-Amor en tiempo de boleros / Teatro América /14-02-92 (2 funciones)
Coro y Ballet de la Televisión Cubana, Enriqueta Almanza, Lourdes Torres, Trío Los Embajadores, Mario Manuel, Huberal Herrera, Zenia Marabal, Elizabeth D’Gracia, Luis Castellanos, Olga Navarro, Gladys y Antonio, Vilma Valle, Mundito González, Ballet del Teatro América.  
-Gala a Olga Navarro/ Teatro América / 04-04-92 (2 funciones)
Olga Navarro, Elena Burke, Obdulia Breijo, Lourdes Torres, Rosita Fornés, Omara Portuondo, Las Capellas, Bertha Pernas, Rebeca Martínez, Luis Castellanos, Raquel Zozaya, Coro y Ballet de la Televisión Cubana, Enriqueta Almanza, Eduardo Antonio, Luis Carbonell, Leonor Zayas, María Victoria Gil, Vilma Valle, Grupo Aché.  
-Gala inaugural del Teatro Rita Montaner / Teatro América /18-04-92
Coro y Ballet de la Televisión Cubana, María Victoria Gil, Omara Portuondo, Luis Carbonell, Pastor Felipe, Raquel Zozaya, Hugo Marcos, Alina Sánchez, Lourdes Torres, Rosita Fornés, Huberal Herrera, Leonor Zayas.  
-La casta Susana (estreno en Cuba de la versión completa) / Sala Universal FAR / 03-10-92 (9 funciones)
Alina Sánchez, Elina Calvo, Zenia Marabal, Gladys Puig, Orquesta, Coro y Ballet de la Televisión Cubana, solistas del Estudio Lírico, Coro de la Ópera Nacional de Cuba, Humberto Lara, Félix Varona, Rodolfo Chacón, Martha Santibáñez. 
-Festival de Habaneras / Plaza de Armas / 15-11-92
Orquesta, Coro y Ballet de la Televisión Cubana, Banda Nacional de Conciertos, Alina Sánchez, Adolfo Casas, Lourdes Torres, Lourdes Libertad, Teresa Guerra, Trío  Los Embajadores, Raquel Zozaya, Miriam Ramos, Maribel Ferrales, María Elena Pena, María Victoria Gil.  
-La casta Susana / Sala Avellaneda / 21-11-92 (3 funciones)
Alina Sánchez, Elina Calvo, Zenia Marabal, Gladys Puig, Orquesta, Coro y Ballet de la Televisión Cubana, solistas del Estudio Lírico, Coro de la Ópera Nacional de Cuba, Humberto Lara, Félix Varona, Rodolfo Chacón, Martha Santibáñez. 
-La casta Susana / Teatro Sauto, Matanzas / 27-11-92 (3 funciones)
Alina Sánchez, Elina Calvo, Zenia Marabal, Gladys Puig, Orquesta, Coro y Ballet de la Televisión Cubana, solistas del Estudio Lírico, Coro de la Ópera Nacional de Cuba, Humberto Lara, Félix Varona, Rodolfo Chacón, Martha Santibáñez. 
-Gala Canto al porvenir / Sala Universal FAR / 26-12-92
Orquesta, Coro y Ballet de la Televisión Cubana, Gladys Puig, María Lourdes García, Raquel Zozaya, Lourdes Torres, Agustín Viera, Laimí Fernández, María Victoria Gil, Rodolfo Chacón, Martha Santibáñez, Mayra de la Vega, Niurka González, Gladys y Antonio, María Elena Pena, Roberto Sánchez, Emilia Morales. 

### 1993
-La duquesa del Bal Tabarín (estreno en Cuba de la versión completa) / Salón de los Espejos del antiguo Palacio Presidencial / 03-01-93 (12 funciones) Lázara María Lladó, Martha Santibáñez, Hilda del Castillo, Rodolfo Chacón, Félix Varona, Humberto Lara, Frank Chicota, Orquesta, Coro Ballet de la Televisión Cubana, María Victoria Gil, Gladys Puig, Lourdes Torres, Lourdes Libertad. 
-La casta Susana / Teatro Terry, Cienfuegos / 05-02-93 (3 funciones)
Alina Sánchez, Elina Calvo, Zenia Marabal, Gladys Puig, Orquesta, Coro y Ballet de la Televisión Cubana, solistas del Estudio Lírico, Coro de la Ópera Nacional de Cuba, Humberto Lara, Félix Varona, Rodolfo Chacón, Martha Santibáñez.
-El conde de Luxemburgo / Salón de los Espejos del antiguo Palacio Presidencial / 14-03-93 (12 funciones)
Alina Sánchez, Elina Calvo, Zenia Marabal, Gladys Puig, Orquesta, Coro y Ballet de la Televisión Cubana, solistas del Estudio Lírico, Coro de la Ópera Nacional de Cuba, Humberto Lara, Félix Varona, Rodolfo Chacón, Martha Santibáñez. 
-Viva la opereta (II) / Salón de los Espejos del antiguo Palacio Presidencial / 15-04-93 (13 funciones)
Orquesta, Coro y Ballet de la Televisión Cubana, solistas de la Ópera Nacional de Cuba.
-Noche vienesa / Salón de los Espejos del antiguo Palacio Presidencial / 21-04-93
Orquesta, Coro y Ballet de la Televisión Cubana, Lourdes Torres, Niurka Wong, Rodolfo Chacón, Lázara María Lladó, Huberal Herrera, Mario Romeu, María Victoria Gil, Gladys y Antonio, Bernardo Lichilín, Martha Santibáñez, Raquel Zozaya, Bernardo Lichilín, Felipe Miari. 
-Concierto de Lourdes Torres / Teatro Karl Marx  / 22-05-93 (2 funciones)
Purita y Amado, Felipe Romero, Enriqueta Almanza, Lourdes Torres, Ballet de la Televisión Cubana. 
-Gala por el aniversario 30 del Coro de la Televisión Cubana / Teatro América / 03-10-93 (3 funciones)
Orquesta, Coro y Ballet de la Televisión Cubana, Luis Carbonell, Elizabeth D’Gracia, María Victoria Gil, Rosita Fornés, Lourdes Torres, Lázara María Lladó, Beatriz Márquez, Luis Manuel Molina, Omara Portuondo, Raquel Zozaya.  

### 1994
-Toda una vedette / Teatro América / 05-02-94 (8 funciones)
Primer concierto de Rebeca Martínez como solista. Orquesta, Coro y Ballet de la Televisión Cubana, Ballet Rosalía de Castro, Bruno, María Elena Pena, Escuela de Variedades, Purita y Amado. Dirección musical: Mario Romeu. Dirección coral: Octavio Marín, Félix Varona.  
-La casta Susana / Sala García Lorca, G. T. H. / 21-05-94 (2 funciones)
Alina Sánchez, Elina Calvo, Zenia Marabal, Gladys Puig, Orquesta, Coro y Ballet de la Televisión Cubana, solistas del Estudio Lírico, Coro de la Ópera Nacional de Cuba, Humberto Lara, Félix Varona, Rodolfo Chacón, Martha Santibáñez. 
-Yo mismo te doy la “A” / Teatro América / 24-12-94 (24 funciones)
Edith Mazzola, Lázara María Lladó, Bernardo Menéndez, Félix Airado, Evaristo Valentí, Ballet de la Televisión Cubana, Ballet del Teatro América. 

### 1995
-Gala por el aniversario 55 de Vilma Valle / Teatro Mella / 02-03-95 ¿aniversario de qué?
Merceditas Valdés, Fernando Álvarez, Raquel Hernández, Mundito González, María Elena Pena, Gladys Puig, Cuarteto del Rey, Normita Díaz, Bobby Carcassés, Leonor Zayas, Berta Pernas, Coro y Ballet de la Televisión Cubana, María Victoria Gil, Olga Navarro, Purita y Amado, Mercedes Gil, Ojedita, Ela Calvo, Elizabeth D’Gracia. 
-Tour de force / Sala Universal / 06-05-95 (6 funciones)
Raquel Zozaya, Ballet Lizt Alfonso, Félix Varona, Ballet de la Televisión Cubana. 
-Fiesta de julio / Sala Universal / 18-07-95
Orquesta, Coro y Ballet de la Televisión Cubana, Ballet Lizt Alfonso, Elena Burke, María Elena Pena, Mundito González, Héctor Téllez, Orlando Campoamor, Elizabeth D’Gracia, María Antonieta, Soledad Delgado, Ela Calvo, y los actores Maritza Rosales, Aurora Pita, Luis Alberto García, Paula Alí, Diana Rosa Suárez. 
-Como siempre, la Fornés / Teatro Mella / 07-10-95 (2 funciones)
Rosita Fornés, Orquesta y Coro de la Televisión Cubana, Miguel Ángel Céspedes, Huberal Herrera. 
-Como siempre, la Fornés / Teatro América / 21-10-95 (2 funciones)
Rosita Fornés, Orquesta y Coro de la televisión Cubana, Miguel Ángel Céspedes, Huberal Herrera. 
-Gala Industria Alimenticia / Sala Universal FAR / 26-10-95
Orquesta, Coro y Ballet de la Televisión Cubana, Ballet Lizt Alfonso, Elena Burke, María Elena Pena, Mundito González, Héctor Téllez, Orlando Campoamor, Elizabeth D’Gracia, María Antonieta, Soledad Delgado, Ela Calvo. 
-Concierto de gala por el Día del Trabajador de la Cultura / Maqueta de La Habana / 12-12-95
Liuba María Hevia, Trío  Los Embajadores. 

### 1996
-Cena de gala / Plaza de la Catedral / 21-01-96
Conjunto Folklórico Nacional, Rosita Fornés, Ballet de la Televisión Cubana, Ballet de Lizt Alfonso, Omara Portuondo, Septeto Ignacio Piñeiro, Rosa María Medel, Merceditas Valdés, Raquel Zozaya. 
-Eusebio Leal, Historiador de la Ciudad de La Habana, le pide asumir la Gerencia Artística de la Compañía Habaguanex S.A.
-Tour de force / Teatro Sauto / 02-03-96 (3 funciones)
Raquel Zozaya, Ballet Lizt Alfonso, Félix Varona, Ballet de la Televisión Cubana. 
-Noches de D’Giovanni / Restaurante D’Giovanni / 20-03-96 (41 funciones)
Septeto Nacional Ignacio Piñeiro, Ballet Oro Negro, Rebeca Martínez, Orlando Campoamor, María Elena Pena. 
-Cena de gala / Plaza de la Catedral / 27-07-96
Coro y Ballet de la Televisión Cubana, Banda Nacional de Conciertos, Ballet de Lizt Alfonso, Hilda del Castillo, Rebeca Martínez, Orlando Campoamor, María Victoria Gil, Septeto Nacional Ignacio Piñeiro, Quinteto de Cuerdas Violines de Gala.  
-Cena de gala / Plaza de la Catedral / l9-10-96
Rosita Fornés, Rebeca Martínez, Omara Portuondo, Orlando Campoamor, Adolfo Casas, Ballet Lizt Alfonso, Conjunto Folklórico Nacional, Septeto Habanero, Ballet de la Televisión Cubana, Ballet Rosalía de Castro, Rumores del Hórmigo, Quinteto de Cuerdas Violines de Gala, María Victoria Gil. 
-Noche española / La Zaragozana / 11-10-96
Hilda del Castillo, Ruddy Carreras, Nelson Martínez, Rebeca Martínez, Compañía de Danzas Españolas Aires. 
-Cena de gala / Plaza de la Catedral / 09-11-96
Ballet Folklórico Raíces Profundas, Ballet de la Televisión Cubana, Niurka Wong, Ballet Lizt Alfonso, Rosita Fornés, Ofelia Puig, Ruddy Carreras, Hilda del Castillo, Adolfo Casas. 
-Cena de gala / Plaza de la Catedral / 31-12-96
Ballet Folklórico Raíces Profundas, Ballet de la Televisión Cubana, Niurka Wong, Ballet Lizt Alfonso, Rosita Fornés, Ofelia Puig, Ruddy Carreras, Hilda del Castillo, Adolfo Casas. 

### 1997
-Debut profesional de Ofelia Puig / Teatro Mella / 27-02-97 (3 funciones)
Ofelia Puig, Berta Pernas, Mercedes Gil, Ballet de la Televisión Cubana. 
-Festival Nacional de Bandas / Anfiteatro del Centro Histórico / 11-04-97 (3 funciones)
Bandas Provincial de Conciertos, Nacional de Conciertos, Hospital Psiquiátrico y Estado Mayor.
-Pasa a dirigir el Anfiteatro del Centro Histórico de la Oficina del Historiador de la Ciudad.
-La Fornés en vivo / Anfiteatro del Centro Histórico / 08-06-97 (2 funciones)
Rosita Fornés, Huberal Herrera, Orquesta y Coro de la Televisión Cubana, Miguel Ángel Céspedes.
-Festival de Tríos / Anfiteatro del Centro Histórico / 22-08-97 (3 funciones)
Luis Carbonell, Elizabeth D’Gracia, Kiki Corona, María Elena Pena, Mundito González, Orlando Campoamor, Ballet de la Televisión Cubana, Compañía de Danzas Españolas Aires, Trío Cubano de Cuerdas, Damas del Caribe, Las Álvarez, Hermanos Barreto, Imagen tres, Los astros, Melodías en la noche, Sol Cuba, Tresón, Vocal Tres, Dúo Enigma, Esperanza, Horizontes, Los Rodrigo, Oriente, Voces Modernas, Camagüey, Los Ángeles. 
-Gala del Septeto Nacional Ignacio Piñeiro / Anfiteatro del Centro Histórico / 26-09-97 (6 funciones)
Septeto Nacional Ignacio Piñeiro, Ballet Sabor Latino, Caridad Cuervo, Septeto Habanero, Septeto Jóvenes Clásicos del Son, Septeto Jelengue, Septeto Vocal Elé, Orlando Campoamor, María Elena Pena, Pablo Santamaría, Compañía de Danzas Españolas Aires, Luis Carbonell, Rolo Martínez. 
-Gala por el Día de la Hispanidad / La Zaragozana / 12-10-97
Ofelia Puig, Hilda del Castillo, Ruddy Carreras, Compañía de Danzas Españolas Aires.
-Mi Habana canta y baila / Anfiteatro del Centro Histórico / 06 (2 funciones)
Compañía Folklórica JJ, Danza Contemporánea de Cuba, Ballet Lizt Alfonso, Compañía de Danzas Españolas Aires, Ofelia Puig, Niurka Wong, Ballet de la Televisión Cubana, Adolfo Casas, Orlando Campoamor, Orquesta Sensación, Ballet Sabor Latino, Septeto Habanero, María Elena Pena, Trío Los Rodrigo, Damas del Caribe. conducción: Héctor Quintero, Miriam Socarrás. 
-Cena de gala / Plaza de la Catedral / 08-11-97
Compañía Folklórica JJ, Danza Contemporánea de Cuba, Ballet Lizt Alfonso, Compañía de Danzas Españolas Aires, Ofelia Puig, Niurka Wong, Ballet de la Televisión Cubana, Adolfo Casas, Orlando Campoamor, Orquesta Sensación, Ballet Sabor Latino, Septeto Habanero, María Elena Pena, Trío Los Rodrigo, Damas del Caribe. Conducción: Héctor Quintero, Miriam Socarrás. 
-Concierto de Liuba María Hevia / Anfiteatro del Centro Histórico / 13-11-97 (2 funciones)
Liuba María Hevia y su grupo.
-Cena de gala / Plaza de la Catedral / 31-12-97
Ballet Folklórico Raíces Profundas, Ballet Oro Negro, Orquesta, Coro y Ballet de la Televisión Cubana, Niurka Wong, Adolfo Casas, Ballet Lizt Alfonso, Hilda de la Hoz. 

### 1998
-Yo mismo te doy la “A” / Anfiteatro del Centro Histórico / 21-02-98 (12 funciones)
Cirita Santana, Ofelia Puig, Ruddy Carreras, Félix Airado, Evaristo Valentí, Ballet del Teatro América, Compañía de Danzas Españolas Aires, Ballet de la Televisión Cubana, Ballet Ecos. 
-Cena de gala / Plaza de la Catedral / 09-05-98
Ballet Folklórico Raíces Profundas, Ballet Oro Negro, Ballet de la Televisión Cubana, Rebeca Martínez, Hilda de la Hoz, Milagros de los Ángeles, Alexander González, Ruddy Carreras, Ofelia Puig. 
-II Festival de Tríos / Anfiteatro del Centro Histórico / 29-05-98 (6 funciones)
Tríos Cubamar, Damas del Caribe, Diálogo, Los Embajadores, Enigma, Hermanos Barreto, Horizontes, Los Corales, Los Rodrigo, Los titanes, Melodías en la noche, Roca Azul, Cuarteto SBS, Sol Cuba, Son cubano, Taicuba, Tesis, Tres de La Habana, Tresón, Viejo Sauce, Vila, Vocal Tres, Vocalité, Voces Modernas. María Elena Pena, Roberto Sánchez, Miguel Ángel Céspedes, Orlando Campoamor, Rojitas, Luis Carbonell, Tony Pinelli, Héctor Quintero, Martha Yabor, Fernando Álvarez, Lucía Lago, Ballet y coro de la Televisión Cubana, Compañía de Danzas Españolas Aires.  
-Concierto de Síntesis / Anfiteatro del Centro Histórico / 12-06-98
Grupo Síntesis. 
-Lo mejor del musical español / Anfiteatro del Centro Histórico / 18-07-98 (12 funciones)
Ballet de la Televisión Cubana, Ballet del Teatro América, Ballet Español de La Habana, Hilda del Castillo, María Eugenia Barrios, Ruddy Carreras, Ofelia Puig, Maylú Hernández, Nelson Martínez, Rosita Fornés, Adolfo Casas, Armando Soler (Cholito). 
-Concierto de Lourdes Torres / Anfiteatro del Centro Histórico / 05-09-98 (4 funciones)
Compañía de Danzas Españolas Aires, Carlos Alberto Lariot, Miguel Ángel Piña, Lourdes Torres. 
-Gala por el Día de la Hispanidad / La Zaragozana / 12-10-98
Hilda del Castillo, Compañía de Danzas Españolas Aires, Nelson Martínez, Ofelia Puig, Ruddy Carreras, María Victoria Gil, Rosita Fornés. 
-Concierto de Soledad Delgado / Anfiteatro del Centro Histórico / 31-10-98 (4 funciones)
Soledad Delgado. 
-Gala del Festival de Habaneras / Anfiteatro del Centro Histórico / 14-11-98
Coro y Ballet de la Televisión Cubana, Emilia Morales, Hilda del Castillo, Nelson Martínez, María Elena Pena, Cirita Santana, Lourdes Libertad, Ruddy Carreras, Legypsi Álvarez, Soledad Delgado, Rosita Fornés.  
-Cena de gala / Plaza de la Catedral / 31-12-98
Ballet de la Televisión Cubana, Compañía de Danzas Españolas Aires, Ballet del Teatro América, Conjunto Folklórico Nacional, Orquesta de la Televisión Cubana, Soledad Delgado, Lourdes Libertad, Orlando Campoamor, Cirita Santana, Lázaro Méndez, Hilda del Castillo, Nelson Martínez. 

### 1999
-Gala por el aniversario 146 del natalicio de José Martí / Museo Casa Natal de José Martí / 27-01-99
Pura Ortiz, Coro y Ballet de la Televisión Cubana, Héctor Quintero, María Esther Pérez. 
-Cena de gala / Plaza de la Catedral / 13-02-99
Soledad Delgado, Lázaro Méndez, Hilda del Castillo, Coro y Ballet de la Televisión Cubana, Nelson Martínez, Christy Domínguez, Johan Reyes, Lisbet Campanioni, Ballet Pro Danza, Adolfo Casas, Compañía de Danzas Españolas Aires, María Eugenia Barrios. 
-Cena de gala / Plaza de la Catedral / 27-02-99
Nelson Martínez, Ballet y Coro de la Televisión Cubana, Hilda del Castillo, Conjunto Folklórico JJ, Hilda de la Hoz, Ballet del Teatro América, Ofelia Puig, Ruddy Carreras, Johan Reyes, Lisbel Campanioni, Ballet Pro Danza, Compañía de Danzas Españolas Aires.  
-Cena de gala / Plaza de la Catedral / 05-05-99
Lázaro Méndez, Compañía Folklórica JJ, Nelson Martínez, Ofelia Puig, Coro, Ballet y Orquesta de la Televisión Cubana, Ballet del Teatro América, Lourdes Torres, Juan Manuel Riopedre, Hilda del Castillo, Carlos Alejandro Fernández, Hilda de la Hoz, Ballet Lizt Alfonso, Haydeé Herrera, Ruddy Carreras. 
-María Antonieta sin límites / Anfiteatro del Centro Histórico /  06-06-99 (2 funciones)
María Antonieta, Ballet de la Televisión Cubana. 
-Concierto de Lourdes Torres / Anfiteatro del Centro Histórico / 24-07-99 (2 funciones)
Kinito Morán, Ballet Infantil Las Chunguitas, Lourdes Torres. 
-Gala por Congreso de Cirugía / Anfiteatro del Centro Histórico / 22-09-99 (falta elenco)
-Gala por el Día de la Hispanidad / La Zaragozana / 12-10-99
Ofelia Puig, Ruddy Carreras, María Victoria Gil, Hilda del Castillo, Nelson Martínez, Compañía de Danzas Españolas Aires. 
-Las Leandras y algo más / Anfiteatro del Centro Histórico / 30-10-99 (14 funciones)
Ofelia Puig, Ruddy Carreras, Rosita Fornés, Armando Soler, Martha Cardona, Haydée Herrera, Carlos Alejandro, Hilda del Castillo, Nelson Martínez, Adolfo Casas, María Eugenia Barrios, Ballet del Teatro América, Ballet de la Televisión Cubana, Compañía de Danzas Españolas Aires. 
-Espectáculo en Plaza de la Catedral / 06-11-99
Ballet Oro Negro, Ballet Folklórico Raíces Profundas, Ballet de la Televisión Cubana.
-Festival de Habaneras / Anfiteatro del Centro Histórico / 10-11-99 (3 funciones) (falta elenco)
-Cena de gala / Plaza de la Catedral / 19-11-99
Conjunto Folklórico Nacional, Ballet, Coro y Orquesta de la Televisión Cubana, Nelson Martínez, Adolfo Casas, Ballet Lizt Alfonso, Lourdes Torres, Hilda de la Hoz. 
-Cena de gala / Plaza de la Catedral / 05-12-99
Ballet Folklórico Raíces Profundas, Ballet y Coro de la Televisión Cubana, Niurka Wong, Adolfo Casas, Nelson Martínez, Armando Cruz, Hilda de la Hoz, Ofelia Puig, Ruddy Carreras, Ballet Fantasía Breve, Lourdes Torres.  
-Cena de gala / Plaza de la Catedral / 31-12-99
Ballet Folklórico Raíces Profundas, Ballet, Coro y Orquesta de la Televisión Cubana, Nelson Martínez, Adolfo Casas, Ballet Fantasía Breve, Armando Cruz, Hilda de la Hoz, Niurka Wong. 

### 2000
-Gala por el aniversario 147 del natalicio de José Martí / Museo Casa Natal de José Martí / 27-01-00
Guitarras Cubanas, Armando Cruz, Pura Ortiz, Coro de la Televisión Cubana, María Victoria Gil, Nelson Martínez, Niurka Wong, María Esther Pérez, Marta Cardona. 
-Concierto del Conjunto Folclórico Nacional / Anfiteatro del Centro Histórico / 13-02-00
Conjunto Folklórico Nacional. 
-Los más famosos temas de amor / Anfiteatro del Centro Histórico / 19-02-00
María de los Ángeles Santana, José Antonio Rodríguez, Carlos Ruiz de la Tejera, Coro y Ballet de la Televisión Cubana, Niurka Wong, Nelson Martínez, Ballet Fantasía Breve, Christy Domínguez, Orlando Campoamor, Luis Carbonell, Ballet Lizt Alfonso, Rosita Fornés, Adolfo Casas. 
-Concierto de Rosita Fornés / Anfiteatro del Centro Histórico / 11-03-00
Lourdes Torres, Rebeca Martínez, Olga Navarro, Orquesta, Coro y Ballet de la Televisión Cubana, Orlando Campoamor, Ballet Fantasía Breve, Juan Bautista. 
-Tengo el permiso de la vida / Anfiteatro del Centro Histórico / 29-04-00
Lourdes Torres, Ballet Infantil Las Chunguitas, Coro y Ballet de la Televisión Cubana, Orquesta Anacaona. 
-Cena de gala / Plaza de la Catedral / 10-05-00
Ballet Folklórico Raíces Profundas, Compañía de Danzas Españolas Aires, Ballet y Coro de la Televisión Cubana, Mundito González, Humberto Bernal, Rosita Fornés, Hilda de la Hoz y Lourdes Torres. 
-Gala por el aniversario 64 del Anfiteatro / Anfiteatro del Centro Histórico / 20-05-00
Rebeca Martínez, modelos de La Maison, María Victoria Gil, Gardi, Sarita Reyes, Hilda de la Hoz, Ballet Folklórico Raíces Profundas, Coro y Ballet de la Televisión Cubana, Oscar Pino, Elaine Rodríguez, Maylú Hernández, María Eugenia Barrios, Ballet Pro Danza, Lourdes Torres, Compañía de Danzas Españolas Aires, Carlos Ruiz de la Tejera, Grupo Payasín, Rosita Fornés. 
-Cantemos un bolero / Anfiteatro del Centro Histórico / 10-06-00
María Elena Pena, Mundito González, Lino Borges, Roberto Sánchez, Emilia Morales, Santiago García, Kino Morán, Alfonsín Quintana, Fernando Álvarez, Lourdes Torres, Lourdes Libertad.  
-Cena de gala / Plaza de la Catedral / 13-06-00
Trío Los Dandys, Septeto Típico Cubano, Orquesta Sensación, Ballet Folklórico Raíces Profundas, Compañía de Danzas Españolas Aires, Ballet de la Televisión Cubana, María Eugenia Barrios, Elaine Rodríguez, Hilda de la Hoz, Orquesta Anacaona.  
-Cena de gala / Plaza de la Catedral /26-06-00
Trío los Dandys, Ballet Folklórico Raíces Profundas, Compañía de Danzas Españolas Aires, Ballet de la Televisión Cubana, María Eugenia Barrios, Rebeca Martínez, Hilda de la Hoz, Orquesta Anacaona. 
-Cecilia Valdés (versión completa) / Anfiteatro del Centro Histórico / 09-09-00 (5 funciones)
Alaime Chirino, Alexander González, Legypsi Álvarez, Oscar Pino, Ballet de la Televisión Cubana, Ballet Folklórico Raíces Profundas, Coro de la Ópera Nacional de Cuba, Compañía de Danzas Españolas Aires, Hilda de la Hoz.  
-Gala por el Grito de Dolores / Anfiteatro del Centro Histórico / 15-09-00
Maríachi Habana, Maríachi Real Jalisco, Rosita Fornés, Orquesta, Coro y Ballet de la Televisión Cubana, Lourdes Torres, Ballet Infantil Las Chunguitas, Héctor Quintero, Trío Los Embajadores, Trío Sol y Son, Lolita López. 
-Festival Geriátrico / Anfiteatro del Centro Histórico / 29-09-00
Rosita Fornés, Lourdes Torres, Orquesta, Coro y Ballet de la Televisión Cubana, Milagros de los Ángeles, Alexander González, Legypsi Álvarez, Carlos Ruiz de la Tejera, Hilda de la Hoz, María Victoria Gil, Ballet Oro Negro. 
-Gala a Agustín Lara / Anfiteatro del Centro Histórico / 03-11-00
Orquesta, Coro y Ballet de la Televisión Cubana, Compañía de Danzas Españolas Aires, Amparo Montes, Luis Carbonell, Lourdes Torres, María Elena Pena, Roberto Sánchez, Sihara Balar, Lourdes Libertad, Oscar Pino, Alaime Chirino, María Victoria Gil, Alexander González, Legypsi Álvarez, Trío Roca Azul, Elaine Rodríguez.  
-Gala del Festival de Habaneras / Anfiteatro del Centro Histórico / 12-11-00
Coro y Ballet de la Televisión Cubana, Alaime Chirino, Lázaro Méndez, Leo Montesinos, Emilia Morales, Lourdes Libertad Alexander González, Trío Guitarras Cubanas, Armando Cruz, Legypsi Álvarez, Mundito González, María Elena Pena, Oscar Pino, Elaine Rodríguez, Lourdes Torres, Rosita Fornés.  
-Gala por Congreso de Cirugía / Anfiteatro del Centro Histórico / 22-11-00 (elenco)
-Gala por el Día Internacional de Lucha contra el SIDA / Anfiteatro del Centro Histórico / 01-12-00
Orquesta, Ballet y Coro de la Televisión Cubana, Legypsi Álvarez, Alexander González, Compañía de Danzas Españolas Aires, Alaime Chirino, Mundito González, María Elena Pena, Oscar Pino, Ofelia Puig, Ruddy Carreras, Rebeca Martínez, Lourdes Torres, Rosita Fornés.  
-Seis perlas cubanas / Anfiteatro del Centro Histórico / 08-12-00
Beatriz Márquez, Anaís Abreu, Perla Negra, Amparo Valencia, Mina Reyes, Ela Calvo.  
-Cena de gala / Plaza de la Catedral / 31-12-00
Sihara Balar, Ofelia Puig, Anaís Abreu, Armando Cruz, María Eugenia Barios, Gladys y Antonio, Lázaro Méndez, Elaine Rodríguez, Houari López, Humberto Bernal, Coro de la Ópera Nacional de Cuba, Milagros de los Ángeles, María Victoria Gil, Hilda de la Hoz, Osar Pino, Compañía de Danzas Españolas Aires, Coro y Ballet de la Televisión Cubana, Ballet Folklórico Raíces Profundas, Pura Ortiz, Orquesta del Teatro Musical de La Habana. 
-Cena de gala / Plaza de San Francisco / 31-12-00 Sihara Balar, Ofelia Puig, Anaís Abreu, Armando Cruz, María Eugenia Barios, Gladys y Antonio, Lázaro Méndez, Elaine Rodríguez, Houari López, Humberto Bernal, Coro de la Ópera Nacional de Cuba, Milagros de los Ángeles, María Victoria Gil, Hilda de la Hoz, Osar Pino, Compañía de Danzas Españolas Aires, Coro y Ballet de la Televisión Cubana, Ballet Folklórico Raíces Profundas, Pura Ortiz, Orquesta del Teatro Musical de La Habana.

### 2001
-Gala por el aniversario del triunfo de la Revolución / Anfiteatro del Centro Histórico / 01-01-01
Omara Portuondo, Ibrahím Ferrer, Compay Segundo y su grupo, Kalyanes, Los Papines, Eduardo Rosillo, César Portillo de la Luz, Juana Bacallao. 
-Cena de gala / Plaza de la Catedral / 03-01-01
Ballet Infantil Las Chunguitas, Christy Domínguez, Grupo Infantil Payasín, Ballet de la Televisión Cubana, Milagros de los Ángeles, Luis Manuel Riopedre, Anaís Abreu, Bruno, Rebeca Martínez, Hilda de la Hoz, Ballet Oro Negro. 
-Cena de gala / Plaza de la Catedral / 12-03-01
Ballet Infantil Las Chunguitas, Christy Domínguez, Grupo Infantil Payasín, Ballet de la Televisión Cubana, Milagros de los Ángeles, Luis Manuel Riopedre, Anaís Abreu, Bruno, Rebeca Martínez, Hilda de la Hoz, Ballet Oro Negro.  
-Gala para estudiantes norteamericanos / Anfiteatro del Centro Histórico / 26-01-01
Milagros de los Ángeles, Hilda de la Hoz, Ruddy Carreras, Anaís Abreu, Ballet de la Televisión Cubana, Rosita Fornés. 
-Gala por el aniversario 148 del natalicio de José Martí / Museo Casa Natal de José Martí / 27-01-01
Pura Ortiz, Coro y Ballet de la Televisión Cubana, Armando Cruz, Trío Guitarras Cubanas, María Victoria Gil, Héctor Quintero, Marta Cardona. 
-Concierto de Isaac Delgado / Anfiteatro del Centro Histórico / 05-05-01
Isaac Delgado y su orquesta. 
-Festival de Septetos / Anfiteatro del Centro Histórico / 12-05-01 (2 funciones)
Septetos Nacional, Habanero, Jelengue, Jóvenes Clásicos del Son. María Victoria Gil, Carlos Ruiz de la Tejera, Ballet y Coro de la Televisión Cubana. 
-Gala por el aniversario 65 del Anfiteatro / Anfiteatro del Centro Histórico / 19-05-01 (elenco)
-La Fornés en blanco y negro / Anfiteatro del Centro Histórico / 26-08-01
Rosita Fornés, María Eugenia Barrios, Rebeca Martínez, Compañía de Danzas Españolas Aires, Ballet Folklórico Raíces Profundas, Rosa María Medel, Ballet Infantil Las Chunguitas. 
-Gala San Cristóbal / Anfiteatro del Centro Histórico / 16-11-01 (elenco)
-Cena de gala / Plaza de San Francisco / 23-11-01
Ballet de la televisión Cubana, Hilda de la Hoz, Cuarteto Vocal Alter-Ego, Milagros de los Ángeles, María Victoria Gil, Rebeca Martínez, Septeto Típico Maguey, Ballet Oro Negro. 
-Noche cubana / Convento de Santa Clara / 24-11-01
Ballet Oro Negro, Ballet de la Televisión Cubana, Ballet Folklórico Raíces Profundas, Milagros de los Ángeles, Hilda de la Hoz. 
-Cena de gala / Plaza de la Catedral / 31-12-01
Coro y Ballet de la Televisión Cubana, Milagros de los Ángeles, Alexander González, Rebeca Martínez, Sarita Reyes, Anaís Abreu, Rodolfo Lallanilla, Ballet Oro Negro, Septetos Típicos Maguey y Cubahabana.  

### 2002
-Gala por el aniversario del triunfo de la Revolución / Anfiteatro del Centro Histórico / 01-01-02
Compay Segundo, Omara Portuondo, Ibrahím Ferrer, Ballet Oro Negro, Los Papines, Eduardo Rosillo, Orquesta Aragón. 
-Gala por el aniversario 149 del natalicio de José Martí / Casa Natal de José Martí / 27-01-02
Pura Ortiz, Coro de la Televisión Cubana, Houari López, Brenda Rizo Rodriguez, María Esther Pérez.  
-Gala para estudiantes norteamericanos / Anfiteatro del Centro Histórico / 23-01-02
Ballet Folklórico Raíces Profundas, Milagros de los Ángeles, Ballet de la televisión Cubana, Lourdes Torres, Lourdes Libertad, Ballet Oro Negro, Luis Manuel Riopedre, Héctor Quintero, Rebeca Martínez, Septeto Chocolate.  
-Cena de gala / Plaza de la Catedral / 03-01-02
Ballet Infantil Las Chunguitas, Rebeca Martínez y estudiantes de la escuela de Ballet, Christy Domínguez y Ballet de la Televisión Cubana, Dúo Enigma, Grupo Payasín, Milagros de los Ángeles, Alexander González, Anaís Abreu, Ballet Oro Negro, Bruno.  
-Cena de gala / Plaza de la Catedral / 23-01-02
Septeto Maguey, Ballet de la Televisión Cubana, Adolfo Casas, Milagros de los Ángeles, Rebeca Martínez, Ruddy Carreras, Ballet Oro Negro, Christy Domínguez, Septeto Cubahabana.  
-Gala por la Semana de la Cultura de La Habana Vieja / Anfiteatro del Centro Histórico / 26-01-02
Ballet de la televisión Cubana, Brenda Rizo Rodriguez, Alexander González, Milagros de los Ángeles, Ballet Oro Negro, Legipsy Álvarez, Ballet Folklórico Raíces Profundas, Hilda de la Hoz, Rosita Fornés, Lourdes Torres, Lourdes Libertad. 
-Gala por el aniversario 177 del natalicio de José Martí / Museo Casa Natal de José Martí / 27-01-02 (elenco) 
-Cena de gala / Sala Kid Chocolate / 28-01-02
Ballet de la Televisión Cubana, Milagros de los Ángeles, Hilda de la Hoz, Ruddy Carreras, Adolfo Casas. 
-Cena de gala / Plaza de San Francisco / 19-04-02
Rebeca Martínez, Hilda de la Hoz, Bernardo Lichilín, Milagros de los Ángeles, Ballet de la Televisión Cubana, Ballet Oro Negro. 
-Noche cubana / Convento de Santa Clara / 20-04-02
Ballet Oro Negro, Ballet de la Televisión Cubana, Ballet Folklórico Raíces Profundas, Hilda de la Hoz. 
-Cena de gala / Plaza de San Francisco / 29-04-02
Ballet de la Televisión Cubana, Milagros de los Ángeles, Ballet Oro Negro, Ruddy Carreras, Hilda de la Hoz, Luis Manuel Riopedre. 
-Gala por el aniversario 66 del Anfiteatro / Anfiteatro  de La Habana / 16-05-02
Ballet Infantil Las Chunguitas, Brenda Rizo Rodriguez, Houari López, Legypsi Álvarez, Rebeca Martínez, María Eugenia Barrios, María Antonieta, Rosita Fornés, Ruddy Carreras, Ballet de la Televisión Cubana. 
-Cena de gala / Plaza de la Catedral / 18-05-02
Ballet de la Televisión Cubana, Ballet Folklórico Raíces Profundas, Ballet Oro Negro, Rebeca Martínez, Hilda de la Hoz, Milagros de los Ángeles, Alexander González. 
-Cena de gala / Plaza de la Catedral / 29-06-02
Ballet de la Televisión Cubana, Ballet Folklórico Raíces Profundas, Ballet Oro Negro, Rebeca Martínez, Hilda de la Hoz, Milagros de los Ángeles, Alexander González. 
-Cena de gala / Plaza de San Francisco / 04-07-02
Rebeca Martínez, Hilda de la Hoz, Bernardo Lichilín, Milagros de los Ángeles, Ballet de la Televisión Cubana, Ballet Oro Negro. 
-Cena de gala / Plaza de San Francisco / 13-07-02
Rebeca Martínez, Hilda de la Hoz, Bernardo Lichilín, Milagros de los Ángeles, Ballet de la Televisión Cubana, Ballet Oro Negro. 
-Cena de gala / Plaza de San Francisco / 27-07-02
Rebeca Martínez, Hilda de la Hoz, Bernardo Lichilín, Milagros de los Ángeles, Ballet de la Televisión Cubana, Ballet Oro Negro. 
-Cena de gala / Plaza de San Francisco / 14-09-02
Rebeca Martínez, Hilda de la Hoz, Bernardo Lichilín, Milagros de los Ángeles, Ballet de la Televisión Cubana, Ballet Oro Negro. 
-Concertazo / Anfiteatro del Centro Histórico / 13-10-02
Orquesta y Coro de la Televisión Cubana, Legypsi Álvarez, Maite Milián, Kiley Hernández, Milagros de los Ángeles, Haydée Herrera, Houari López, Bernardo Lichilín, Ruddy Carreras, Osar Pino, Brenda Rizo Rodriguez, Lili Hernández, Israel González, Héctor Quintero, María Eugenia Barrios.  
-Cena de gala / Plaza de San Francisco / 16-10-02
Rebeca Martínez, Hilda de la Hoz, Bernardo Lichilín, Milagros de los Ángeles, Ballet de la Televisión Cubana, Ballet Oro Negro. 
-Cena de gala / Plaza de San Francisco / 21-10-02
Rebeca Martínez, Hilda de la Hoz, Bernardo Lichilín, Milagros de los Ángeles, Ballet de la Televisión Cubana, Ballet Oro Negro. 
-Cena de gala / Plaza de San Francisco / 25-10-02
Rebeca Martínez, Hilda de la Hoz, Bernardo Lichilín, Milagros de los Ángeles, Ballet de la Televisión Cubana, Ballet Oro Negro. 
-Cena de gala / Plaza de la Catedral / 31-12-02
Milagros de los Ángeles, Ballet de la Televisión Cubana, Alexander González, Legipsy Álvarez, Hilda de la Hoz, Ballet Folklórico Raíces Profundas, Lourd 

### 2003
-Gala por el aniversario del triunfo de la Revolución / Anfiteatro del Centro Histórico / 01-01-03
Orquesta Jorrín, Orquesta América, Los Papines, Ballet de la Televisión Cubana, Anaís Abreu, Eduardo Rosillo, Omara Portuondo, Ballet Oro Negro.  
-Tarde cubana / Casa de la Obra Pía / 17-01-03
Ballet de la Televisión Cubana, Ballet Oro Negro, Ballet Folklórico Raíces Profundas, Alexander González, Milagros de los Ángeles, Rebeca Martínez, Legypsi Álvarez, Hilda de la Hoz.  
-Gala por el aniversario 150 del natalicio de José Martí / Casa Natal de José Martí / 28-01-03
Lucy Provedo, Humberto Lara, Coro de la Televisión Cubana, Huberal Herrera, Houari López, Héctor Quintero. 
-Gala por el aniversario 65 del debut artístico de Rosita Fornés / Anfiteatro del Centro Histórico / 21-03-03
Rosita Fornés, Luis Carbonell, Héctor Quintero, María Eugenia Barrios, Olga Navarro, Lourdes Libertad, Milagros de los Ángeles, Legipsy Álvarez, Alexander González, Israel González, Houari López, Ruddy Carreras, Maylú Hernández, Ofelia Puig, Ballet de la Televisión Cubana, Ballet Lizt Alfonso, Ballet Infantil Las Chunguitas, Ballet Infantil Monterroso. 
-Gala por el aniversario 67 del Anfiteatro / Anfiteatro del Centro Histórico / 19-05-03
Rosita Fornés, María Antonieta, Roberto Sánchez, Banda Nacional de conciertos, María Elena Pena, Anaís Abreu, Lino Borges, Ballet y Coro de la Televisión Cubana, Héctor Quintero, Julio Acanda, María Eugenia Barrios, Bernardo Lichilín. 
-Cena de gala / Plaza de San Francisco / 12-06-03
Rebeca Martínez, Milagros de los Ángeles, Luis Manuel Riopedre, Ballet Oro Negro, Ballet de la Televisión Cubana, Septeto Maguey. 
-Gala por el Grito de Dolores / Anfiteatro del Centro Histórico / 15-09-03
Rosita Fornés, María Elena Pena, Maríachi Guamá, Héctor Quintero, Rachel, Ballet, Coro y Orquesta de la Televisión Cubana, Ballet Infantil Monterroso, Houari López, Brenda Rizo Rodriguez, Anaís Abreu, Trío Sol y Son. 
-Cena de gala / Plaza de la Catedral / 31-12-03
Milagros de los Ángeles, Luis Manuel Riopedre, Rebeca Martínez, Ballet Folklórico Raíces Profundas, Ballet de la Televisión Cubana, Ballet Oro Negro, Ruddy Carreras.
-Cena de gala / Plaza Vieja / 31-12-03
Ballet de la Televisión Cubana, Brenda Rizo Rodriguez, Lourdes Libertad, Houari López, septetos y conjuntos españoles del Complejo Plaza Vieja. 

### 2004
-Gala por el aniversario del triunfo de la Revolución / Anfiteatro del Centro Histórico / 01-01-2004 
Omara Portuondo, Ibrahím Ferrer y su grupo (Buena Vista), Soraima Pérez, Orquesta Aragón, Los Papines, Eduardo Rosillo.
-Gala cultural por la visita del Patriarca de la Iglesia Ortodoxa Griega / Anfiteatro del Centro Histórico / 22-01-2004
-Lo mejor del musical del continente / Anfiteatro del Centro Histórico / 10-04-2004 
Ballet de la Televisión Cubana, Lourdes Torres, Lourdes Libertad, Anaís Abreu, Maylú Hernández, Raúl Rodríguez, Roberto Sánchez, Bernardo Lichilín, Hilda de la Hoz, Ballet Oro Negro. 
-Cena de gala / Plaza de la Catedral / 05-05-2004
Ballet y Orquesta de la Televisión Cubana, Ballet Folklórico Raíces Profundas, Ballet Oro Negro, Rebeca Martínez, Hilda de la Hoz, Jacqueline Velázquez.  
-Gala por el cumpleaños 90 de María de los Ángeles Santana / Anfiteatro del Centro Histórico / 08-05-2004
Rosita Fornés, María de los Ángeles Santana, María Eugenia Barios, Bernardo Lichilín, Lourdes Torres, Lourdes Libertad, Maylú Hernández, Orquesta, Coro y Ballet de la Televisión Cubana, Roberto Sánchez, Aramís Arcaute, Cirita Santana, Jacqueline Velázquez, María Antonieta, Gladys Puig, Héctor Quintero. 
-Gala por el cumpleaños 80 de Luis Carbonell / Anfiteatro del Centro Histórico / 15-05-2004
Luis Carbonell, Rosita Fornés, Héctor Quintero, María Eugenia Barrios, Lourdes Torres, Lourdes Libertad, Ballet Folklórico Raíces Profundas, Ballet Oro Negro, Olga Navarro, Bernardo Lichilín, Jacqueline Velázquez, Jessie Rifa, Rosa María Medel, Maylú Hernández, Coro y Ballet de la Televisión Cubana.
-Gala por el aniversario 68 del Anfiteatro / Anfiteatro del Centro Histórico / 22-05-2004
Ballet de la Televisión Cubana, Jacqueline Velázquez, María Eugenia Barrios, Rosa María Medel, Lourdes Libertad, Héctor Quintero, Martha Rosa, Bernardo Lichilín, Lourdes Torres, Rosita Fornés, Maylú Hernández, Raúl Rodríguez. 
-Cena de gala / Plaza de la Catedral /10-12-04
Ballet Folklórico Raíces Profundas, Ballet de la Televisión Cubana, Ballet Oro Negro, Bernardo Lichilín, Lourdes Libertad, Hilda de la Hoz, Maylú Hernández, Raúl Rodríguez.
-Gala por el Grito de Dolores / Anfiteatro del Centro Histórico / 11-09-2004
Maríachi Habana, Maríachi Real Jalisco, Rosita Fornés, Lourdes Torres, Héctor Quintero, Luis Carbonell, Bernardo Lichilín, Lolita, Ballet de la Televisión Cubana, Lourdes Libertad, Trío Sol y Son.
-Gala por el aniversario 485 de la fundación de la ciudad / Anfiteatro del Centro Histórico / 13-11-2004
Rosita Fornés, Luis Carbonell, Héctor Quintero, Lourdes Torres, María Antonieta, Bernardo Lichilín, Lourdes Libertad, Maylú Hernández, Ballet Folklórico Raíces Profundas, Ballet de la Televisión Cubana. 
-Cena de gala / Plaza de la Catedral / 31-12-2004
Ballet Folklórico Raíces Profundas, Ballet de la Televisión Cubana, Ballet Oro Negro, Jacqueline Velázquez, Raúl Rodríguez, Hilda de la Hoz, Bernardo Lichilín, Maylú Hernández, Ballet Pro Danza, Houari López, Brenda Rizo Rodriguez. 

### 2005
-Gala por el aniversario 152 del natalicio de José Martí / Museo Casa Natal José Martí / 27-01-05
Pura Ortiz, Maylú Hernández, Jacqueline Velázquez, Lourdes Torres, Juanito Espinosa, Brenda Rizo Rodriguez, Houari López, Coro y Ballet de la Televisión Cubana. 
-Noche cubana / Patio del Convento de Santa Clara / 27-01-05
Maylú Hernández, Ballet de la Televisión Cubana, Ballet Oro Negro, Ballet Folklórico Raíces Profundas, Brenda Rizo Rodriguez, Houari López, Bernardo Lichilín. 
-Cena de gala / Plaza de la Catedral / 05-05-2005
Houari López, Brenda Rizo Rodriguez, Maylú Hernández, Hilda de la Hoz, Jacqueline Velázquez, Bernardo Lichilín, Ballet de la Televisión Cubana. 
-Gala por el cumpleaños 82 de Rosita Fornés / Anfiteatro del Centro Histórico / 12-02-2005
Rosita Fornés, Héctor Quintero, Lourdes Torres, Houari López, Brenda Rizo Rodriguez, Bernardo Lichilín, María Antonieta, Rosa María Medel, Maylú Hernández, Raúl Rodríguez. 
-Cena de gala / Plaza de la Catedral / 14-02-2005
Hilda de la Hoz, Ballet de la Televisión Cubana, Maylú Hernández, Houari López, Brenda Rizo Rodriguez, Raúl Rodríguez, Bernardo Lichilín 
-Concertazo / Anfiteatro del Centro Histórico / 09-04-2005 (4 funciones)
Brenda Rizo Rodriguez, Houari López, Jacqueline Velázquez, Raúl Rodríguez, Bernardo Lichilí, Maylú Hernández.  
-Cena de gala / Plaza de la Catedral / 15-04-2005
Ballet de la Televisión Cubana, Brenda Rizo Rodriguez, Houari López, Maylú Hernández, Bernardo Lichilín, Jacqueline Velázquez e Hilda de la Hoz 
-Cena de gala / Plaza de San Francisco / 19-05-2005
Hilda de la Hoz, Maylú Hernández, Houari López, Brenda Rizo Rodriguez, Bernardo Lichilín, Jacqueline Velázquez, Ballet Oro Negro, Ballet de la Televisión Cubana, Septeto Azúcar, Tabaco y Ron.  
-Yo mismo te doy la “A” / Anfiteatro del Centro Histórico /14-08-2005 (8 funciones)
Orquesta, Coro y Ballet de la Televisión Cubana, Maylú Hernández, José Luis Pérez, José Ignacio Pérez, Geblin Airado, Evaristo Valenti, Carlos Hernández, Omar Lorenzo. 
-Gala por el Grito de Dolores / Anfiteatro del Centro Histórico / 15-09-2005
Ballet de la Televisión Cubana, Héctor Quintero, Rosita Fornés, Coro de la Televisión Cubana, Brenda Rizo Rodriguez, Houari López, José Luis Pérez, Belkis, Jacqueline Velázquez, Maríachi Real Jalisco, María Inés Ochoa y su grupo, Julio Acanda, Bernardo Lichilín, Ballet Infantil Monterroso, Maylú Hernández. 
-Concertazo / Hotel Meliá Varadero / 21-11-2005 (2 funciones)
Maylú Hernández, Houari López, Bernardo Lichilín, Jacqueline Velázquez, Brenda Rizo Rodriguez y Raúl Rodríguez  
-Cena de gala / Plaza de la Catedral / 31-12-2005
Maylú Hernández, Houari López, Bernardo Lichilín, Jacqueline Velázquez, Brenda Rizo Rodriguez, Ballet de la Televisión Cubana, Ballet Folklórico Raíces Profundas, Centro Pro Danza, Septeto Chocolate Caliente, Septeto Okay Cuba, Septeto Maguey.  

### 2006
-Gala por el aniversario del triunfo de la Revolución / Anfiteatro del Centro Histórico / 01-01-2006
Maylú Hernández, Houari López, Bernardo Lichilín, Jacqueline Velázquez, Brenda Rizo Rodriguez, Ballet de la Televisión Cubana, Ballet Folklórico Raíces Profundas, Centro Pro Danza, Septeto Chocolate Caliente, Septeto Okay Cuba, Septeto Maguey.  
-Concertazo / Hotel Meliá Varadero / 13-01-2006 (2 funciones)
Maylú Hernández Hernández, Houari López, Bernardo Lichilín, Jacqueline Velásquez, Brenda Rizo Rodriguez. 
-El fantasma de la Ópera / Anfiteatro del Centro Histórico / 22-07-2006 (17 funciones)
Maylú Hernández, José Luis Pérez, Reinier Hernández, Gloria Casas, Rigoberto López, Javier Ponsoda, Jessie Rifa, Jolie, Heisel Díaz, Helbert Campaña, Delvis Fernández, Ballet de la Televisión Cubana, Grupo de Modas Aracné.  
-Gala por el Grito de Dolores / Anfiteatro del Centro Histórico / 27-09-2006
Ballet y Mariachi de la Universidad de Colima, Ballet de la Televisión Cubana, Rodrigo de la Cadena, Belkis Ayala, Jacqueline Velázquez, Bernardo Lichilín, Ballet Infantil Monterroso, Rosita Fornés, Juan Espinosa, José Luis Pérez, Houari López, Brenda Rizo Rodriguez, Héctor Quintero. 
-El fantasma de la Ópera / Teatro de Cárdenas / -2006- (2 funciones)
El mismo elenco del estreno. 
-Cena de gala / Plaza de la Catedral / 31-12-06
Ballet de la Televisión Cubana, Ballet Folklórico Raíces Profundas, Maylú Hernández, Rigoberto López, Bernardo Lichilín, Gloria Casas, José Luis Pérez, María Antonieta, Centro Pro Danza.

### 2007
-Cena de gala / Plaza de la Catedral / 23-03-07
Ballet de la Televisión Cubana, Ballet Folklórico Raíces Profundas, Maylú Hernández, Bernardo Lichilín, José Luis Pérez, María Antonieta. 
-Cena de gala / Plaza de la catedral (Convención de Turismo) / 9-05-07
Ballet de la Televisión Cubana, Ballet Folklórico Raíces Profundas, Maylú Hernández, Rigoberto López, Bernardo Lichilín, Gloria Casas, José Luis Pérez.  
-Cena de gala / Plaza de la Catedral / 11-05-07
Ballet de la Televisión Cubana, Ballet Folklórico Raíces Profundas, Maylú Hernández, Rigoberto López, Bernardo Lichilín, Gloria Casas, José Luis Pérez. 
-La viuda alegre / Anfiteatro del Centro Histórico / 17-06-07 (18 funciones)
Maylú Hernández, José Luis Pérez, Rigoberto López, Yani Martín, Delvys Fernández, Kelvyn Espinosa, Helbert Campaña, Michel Ahumada, Ballet de la Televisión Cubana.  
-Cena de gala / Plaza de la Catedral / 31-12-2007
Maylú Hernández, José Luis Pérez, Rigoberto López, Yani Martín, Delvys Fernández, Kelvyn Espinosa, Helbert Campaña, Michel Ahumada, Ballet y Orquesta de la Televisión Cubana. 

### 2008
-Gala por el aniversario del triunfo de la Revolución / Anfiteatro del Centro Histórico / 01-01-2008
Maylú Hernández, José Luis Pérez, Rigoberto López, Yani Martín, Delvys Fernández, Kelvyn Espinosa, Helbert Campaña, Michel Ahumada, Ballet y Orquesta de la Televisión Cubana. 
-Estreno en Cuba del musical El Jorobado de Notre Dame / Anfiteatro del Centro Histórico / 21-06-2008 (20 funciones)
José Luis Pérez, Crhistyan Arencibia, Orquesta, Coro y Ballet de la Televisión Cubana, solistas del Teatro Lírico Nacional de Cuba. Orquestaciones: Mario Badía. Diseño de vestuario: Eduardo Arrocha.  
-Gala por el Grito de Dolores / Anfiteatro del Centro Histórico / 15-09-08
José Luis Pérez, Christyan Arencibia, Ballet y Orquesta de la Televisión Cubana, Compañía Española A Compás, Bernardo Lichilín, Ariel Venero, Giselle Cisneros, Lourdes Torres, Mundito González. 
-Gala por el aniversario 70 del debut artístico de Rosita Fornés / Anfiteatro del Centro Histórico / 18-09-2008
Rosita Fornés, Orquesta, Coro y Ballet de la Televisión Cubana, Bernardo Lichilín, Ariel Venero, Camilo Mederos, Héctor Quintero. 
-Cena de gala por el fin de año / Plaza de la Catedral / 31-12-2008
José Luis Pérez, Christyan Arencibia, Ballet y Orquesta de la Televisión Cubana, Compañía Española A Compás, Bernardo Lichilín, Ariel Venero, Giselle Cisneros, Lourdes Torres, Mundito González. 

### 2009
-Gala por el aniversario del triunfo de la Revolución (01 – 01-2009)
José Luis Pérez, Christyan Arencibia, Ballet y Orquesta de la Televisión Cubana, Compañía Española A Compás, Bernardo Lichilín, Ariel Venero, Giselle Cisneros, Lourdes Torres, Mundito González.  
-Estreno en Cuba del musical La Bella y la Bestia / Anfiteatro del Centro Histórico / 21-06-09 (31 funciones)
Christyan Arencibia, José Luis Pérez, Yoanly Navarro, José Siberio, Yunior Martínez, Joe Rodríguez, Carlos Rodríguez, Yosmel Borroto, Dayana Deulofén, Renato Galamba, Yeile Peña, Escarle Tejeda, Ballet de la Televisión Cubana. Dirección musical: Miguel Patterson. Dirección coral: Liagne Reina. Orquestaciones: Marcos Badía. Diseño de vestuario: Eduardo Arrocha. 
-Gala por el Grito de Dolores / Anfiteatro del Centro Histórico / 21-09-09
Christian Arencibia, Maylú Hernández, Belkis Ayala, Ariel Venero, Bernardo Lichilín, Héctor Quintero, Maríachi Habana, Ballet de la Televisión Cubana, Ballet Bertha Casañas, cantante mexicano Jorge Martínez. 

### 2010
-La vuelta al musical en 70 minutos / Anfiteatro del Centro Histórico / 07-05-10 (38 funciones)
Christian Arencibia, José Luis Pérez, y elenco aficionado de la comunidad. Dirección musical, coreografías y escenografía Alfonso Menéndez. Dirección coral: Liagne Reina. Diseño de Vestuario: Eduardo Arrocha. Ballet Bertha Casañas.
-Gala por el Grito de Dolores / Anfiteatro del Centro Histórico / 15-09-10
Christian Arencibia, Belkis Ayala, Ariel Venero, Bernardo Lichilín, Héctor Quintero, Maríachi Real Jalisco, Ballet de la Televisión Cubana, Ballet Bertha Casañas, Rogelio Rivas.

### 2011
-Cats (Estreno en Cuba) / Anfiteatro del Centro Histórico / 24-04-11 (68 funciones)
Todo el elenco fue conformado por aficionados. Diseño de vestuario: Eduardo Arrocha y José Luis ´González. Dirección coral: Liagne Reina. Orquestaciones: Halio Ávila. Diseño de luces, coreografías y escenografía: Alfonso Menéndez.
-Gala por el Aniversario 50 de la Unión Nacional de Escritores y Artistas de Cuba / Sala García Lorca del Gran Teatro de La Habana / 20-08-11
Miriam Ramos, Ballet Lizt Alfonso, Conjunto Folklórico Nacional de Cuba, Compañía de Rosario Cárdenas, Ballet de la Televisión Cubana, elenco del Anfiteatro del Centro Histérico, Luis Manuel Molina, Miriam Ramos, Yanet Pérez Senra, Carlos Sosa, Milagros de los Ángeles Soto, Rogelio Rivas, Christyan Arencibia, Saeed Mohamed, Maiko, Coco Freeman. Diseño de luces y escenografía: Alfonso Menéndez
-Cats, por el Aniversario 50 del Teatro Mella / Teatro Mella / 25-08-11
Elenco del Anfiteatro del Centro Histórico
-Elrey león (Estreno en Cuba) Anfiteatro del Centro Histórico. 28-07-2012
-De vuelta al musical (estreno en Cuba) 20-06-213. 72 funciones
-Gala inaugural del Teatro Martí 24-02-214

## Espectáculos
- Gala 30 Aniversario de Aurora Boch (1988)
- Rigoletto (1988)
- Gala 50 Aniversario del debut escénico de Rosita Fornés (1988)
- La Fornés a Escena (1989)
- Gala 55 Aniversario del debut escénico de Esther Borja (1989)
- Gala a Carilda Oliver Labra (1990)
- Gala por el Día de la Cultura Nacional (1990)
- Gala Agustín Lara (1991)
- Gala a la música de Lourdes Torres (1991)
- Gala a Roberto Cantoral (1991)
- Gala a México - Festival Boleros de Oro (1991)
- Gala a Ernesto Lecuona (1991)
- Gala a Ernesto Lecuona (1991)
- La Plaza y el Morro se van de rumba (1991)
- Gala 30 Aniversario de la Orquesta de la T.V. (1992)
- Amor en Tiempo de Boleros (1992)
- Gala a Olga Navarro (1992)
- Gala inaugural del Teatro Rita Montaner (1992)
- La Casta Susana (Estreno en Cuba de la versión completa) (1992)
- Festival de Habaneras (1992)
- La Casta Susana (1992)
- La Casta Susana (1992)
- Gala “Canto al Porvenir” (1992)
- La duquesa del Bal Tabarín  (Estreno en Cuba de la Versión completa) (1993)
- La Casta Susana (1993)
- El Conde de Luxemburgo (1993)
- Concierto de Lourdes Torres (1993)
- Gala por el 30 Aniversario del Coro de la T.V. (1993)
- Toda una Vedette (1994)
- La Casta Susana (1994)
- Yo mismo te doy la “A” (1994)(Estreno en Cuba del musical Cabaret)
- Gala por el 55 Aniversario de Vilma Valle (1995)
- Como Siempre. La Fornés (1995)
- Festival Nacional de Bandas(1997)
- La Fornés en Vivo (1997)
- Festival de Tríos (1997)
- Gala Septeto Nacional (1997)
- Gala por el Día de la Hispanidad (1997)
- Mi Habana Canta y Baila (1997)
- II Festival de Tríos (1998)
- Concierto de Lourdes Torres (1998)
- Gala por el Día de la Hispanidad (1998)
- Concierto de Soledad Delgado (1998)
- Gala Festival de Habaneras (1998)
- Gala por el natalicio 146 de José Martí (1999)
- María Antonieta Sin Límites (1999)
- Concierto de Lourdes Torres (1999)
- Cecilia Valdés (Versión completa) (2000)
- La Fornés en blanco y negro (2001)
- Gala Aniversario 65 Rosita Fornés (2003)
- Gala Aniversario 90 de María de los Ángeles Santana (2004)
- Gala Aniversario 82 de Rosita Fornés (2005)
- El Fantasma de la Ópera (2006)(Estreno en Cuba de la Versión completa)
- El Fantasma de la Ópera (2006)
- La viuda alegre (2007)«La viuda alegre en el Centro Histórico». Consultado el 14 de marzo de 2008.
- El jorobado de Notre-Dame (2008)(Estreno en Cuba de la Versión completa)«Presentan versión habanera del El jorobado de Notre-Dame». Consultado el 10 de agosto de 2008.
- La Bella y la Bestia (2009)(Estreno en Cuba de la Versión completa)«Un viejo mito en cuerda cubana». Consultado el 3 de octubre de 2009.
- La vuelta al musical en 70 minutos (2010)
- Cats (2011)(Estreno en Cuba de la Versión completa)«Cats, una propuesta superior». Consultado el 9 de mayo des2011. (enlace roto disponible en Internet Archive; véase el historial, la primera versión y la última).
- El rey león. Estreno en Cuba de este musical. Anfiteatro del Centro Histórico de La Habana 28-09-2012.